# NGC 7399
NGC 7399 (другие обозначения — PGC 69902, MCG -2-58-6) — галактика в созвездии Водолей.
Этот объект входит в число перечисленных в оригинальной редакции «Нового общего каталога».